# Шундалов, Евгений Данилович
Евгений Данилович Шундалов (28 сентября 1905 года, дер. Смолка, ныне Чаусский район, Могилёвская область — 19 декабря 1973 года, Рига) — советский военный деятель, генерал-майор (1957 год).

## Биография
Евгений Данилович Шундалов родился 28 сентября 1905 года в деревне Смолка (ныне Чаусского района Могилёвской области).

### Довоенное время
В сентябре 1928 года был призван в ряды РККА и направлен в 33-й артиллерийский полк (33-я стрелковая дивизия), дислоцированный в Могилёве. После окончания полковой школы в августе 1929 года был направлен на учёбу в Минскую объединённую военную школу. После окончания школы в апреле 1931 года был назначен на должность командира взвода 5-го стрелкового полка (2-я стрелковая дивизия, Белорусский военный округ). В июне 1931 года был направлен на учёбу на курсы переподготовки офицеров при 5-м полку связи в Брянске, после окончания которых вернулся на занимаемую должность.
С мая 1932 года служил в 98-м стрелковом полку (33-я стрелковая дивизия) на должностях командира взвода, помощника командира и командира роты, начальника штаба батальона. В мае 1936 года был направлен на учёбу на окружные курсы военных переводчиков польского языка, которые закончил в июне 1937 года и в апреле 1938 года был назначен на должность помощника начальника отдела кадров штаба Белорусского военного округа. В мае того же года был направлен на учёбу в Военную академию имени М. В. Фрунзе, после окончания которой в октябре 1940 года был назначен на должность помощника начальника оперативного отдела штаба 10-й армии.

### Великая Отечественная война
С началом войны Шундалов был назначен на должность помощника начальника оперативного отдела штаба 13-й армии, которая в июне — начале июля вела тяжёлые оборонительные боевые действия на минском направлении, затем на рубеже Борисов — Смолевичи — р. Птичь. С июля участвовала в Смоленском сражении, а с 30 сентября — в Орловско-Брянской оборонительной операции. В ходе последней противник прорвал оборону армии восточнее Шостки и с развитием наступления на север и северо-восток, окружил её в районе Трубчевска, после чего соединения армии вели боевые действия в окружении и к 23 октября вышли из него, отойдя на рубеж Белёв — Мценск — Фатеж — Льгов.
В ноябре 1941 года был назначен на должность помощника начальника оперативного отдела оперативной группы линии обороны орловского направления, в феврале 1942 года — на должность начальника штаба 316-й стрелковой дивизии, формировавшейся в Сибирском военном округе, а в мае — на должность начальника оперативного отдела 1-го стрелкового корпуса. С 31 июля по 20 августа временно командовал корпусом, участвовавшим в ходе Армавирско-Майкопской оборонительной операции.
В августе был назначен на должность начальника штаба 119-й стрелковой бригады, в мае 1943 года — на должность начальника штаба 30-й стрелковой дивизии, а в ноябре 1944 года — на должность заместителя командира 276-й стрелковой дивизии. В декабре того же года Шундалов был ранен, после чего находился на излечении в госпитале.

### Послевоенная карьера
В августе 1945 года был назначен на должность начальника штаба 318-й горнострелковой дивизии (38-я армия, Прикарпатский военный округ), в апреле 1946 года — на должность командира 205-го гвардейского стрелкового полка (70-я гвардейская стрелковая дивизия), в октябре 1947 года — на должность начальника штаба 66-й гвардейской стрелковой дивизии, а в ноябре 1950 года — на должность начальника штаба 95-й гвардейской стрелковой дивизии (Центральная группа войск).
В октябре 1952 года был направлен на учёбу на высшие академические курсы при Высшей военной академии имени К. Е. Ворошилова, после окончания которых в октябре 1953 года был назначен на должность заместителя командира 8-й гвардейской стрелковой дивизии (Ленинградский военный округ), а в ноябре 1955 года — на должность командира этой дивизии, которая в июне 1957 года была преобразована в 8-ю гвардейскую мотострелковую дивизию.
Генерал-майор Евгений Данилович Шундалов в июне 1959 года вышел в запас. Умер 19 декабря 1973 года в Риге. Похоронен на кладбище Райниса.

## Награды
- Орден Ленина;
- Два ордена Красного Знамени;
- Орден Кутузова 2 степени;
- Орден Отечественной войны 1 и 2 степени;
- Два ордена Красной Звезды;
- Медали;
- Иностранные орден и медали.